# ホワイト・クイーン 白薔薇の女王
『ホワイト・クイーン 白薔薇の女王』（ホワイト・クイーン しろばらのじょうおう、原題: The White Queen）は、2013年に放送されたイギリスのテレビドラマシリーズ。フィリッパ・グレゴリーの小説『The Cousins' War』シリーズの『The White Queen（英語版）』『The Red Queen（英語版）』『The Kingmaker's Daughter（英語版）』を原作に、薔薇戦争に巻き込まれた女性たちの物語を描く。全10話のミニシリーズで、イギリスでは2013年6月から8月にかけてBBC Oneで、アメリカではStarzで放送された。
本作は批評家から高い評価を受け、ゴールデン・グローブ賞3部門、プライムタイム・エミー賞4部門にノミネートされた。
2017年には本作の続編となる『ホワイト・プリンセス エリザベス・オブ・ヨーク物語』が、2019年には『スパニッシュ・プリンセス キャサリン・オブ・アラゴン物語』が放送された。
日本では、2020年4月からSTARZPLAYで日本語字幕・吹き替え版が配信され、2021年1月からチャンネル銀河で日本語字幕版が放映されている。

## あらすじ
15世紀後半、イングランドの王位を巡り、ランカスター派とヨーク派とが30年にわたって争った薔薇戦争。赤薔薇を紋章とするランカスター派から、白薔薇を紋章とするヨーク派エドワード4世に嫁いだエリザベス・ウッドヴィルを中心に、リチャード3世の妃となるアン・ネヴィル、そして薔薇戦争を集結に導いたヘンリー7世の母であるマーガレット・ボーフォート、3人の女性それぞれの野望と闘いを描く。
本作の大きな特徴として、シェイクスピアによって決定づけられた英国史における醜悪にして稀代の極悪人であるリチャード3世のイメージを一変させ、思慮深く誠実な美男子として描いていることがあげられる。

## キャスト

### ヨーク派

#### リヴァース家
- エリザベス・ウッドヴィル

演 - レベッカ・ファーガソン、吹替 - 藤田奈央
ランカスター派の下級貴族の娘。ヨーク派との戦いで夫を失うが、エドワード4世に見初められてヨーク朝の初代王妃となる。
母譲りのまじないを使うことで敵対者には魔女と呼ばれるが、強固な意志と夫への愛で激動の人生を力強く生きる。
- ジェケッタ・ウッドヴィル

演 - ジャネット・マクティア、吹替 - 宮寺智子
エリザベス・ウッドヴィルの母。かつてマーガレット・オブ・アンジューに伴ってフランスから渡り、側仕えをしていた。
水妖メリュジーヌの子孫であると自認し、予見の力を持ち、まじないを駆使してしたたかに戦乱の世を生きる。
- リヴァーズ伯

演 - ロバート・ピュー
エリザベス・ウッドヴィルの父。低い身分の出であったがジェケッタとの結婚で爵位を得、エリザベスの結婚によって王家の重臣となる。
- アンソニー・ウッドヴィル

演 - ベン・ラム
エリザベス・ウッドヴィルの弟。エドワード4世の側近となる。誠実で公平な人物。エリザベスの最大の腹心であり、王位継承者であるエドワード王子の後見人となる。
- トマス・グレイ

演 - アシュリー・チャールズ
エリザベス・ウッドヴィルと前夫との間に生まれた長男。王妃となった母の側近となる。
- リチャード・グレイ（英語版）

演 - ディーン＝チャールズ・チャップマン
エリザベス・ウッドヴィルと前夫との間に生まれた次男。王妃となった母の側近となり、叔父アンソニーと共に、異父弟であるエドワード王子の後見役となる。
- メアリー・ウッドヴィル（英語版）

演 - イヴ・ポンゾンビー
エリザベス・ウッドヴィルの妹。王妃となった姉の側仕えをつとめるが、相次ぐ内紛に耐えかねて宮廷を去る。
- エドワード王子

演 - ソニー・アシュボーン・サーキス
エリザベス・ウッドヴィルとエドワード4世の長男。王位継承者としてウェールズで養育され、12歳で王位争いに巻き込まれる。
- エリザベス・オブ・ヨーク

演 - フレイア・メイヴァー
エリザベス・ウッドヴィルとエドワード4世の長子。父王の後継を巡る内紛の中で和解を願い、かたくなに戦いを続ける母エリザベスと対立する。祖母と母から、予見とまじないの力を受け継いでいる。
叔父リチャードを慕うが、のちにヘンリー7世となるヘンリー・チューダーの妻となる。

#### ヨーク家
- エドワード4世

演 - マックス・アイアンズ、吹替 - 森宮隆
タウトンの戦いでランカスター派に勝利して王座に就き、ヨーク朝を開く。「ヨーク三兄弟」の長男。好色で愛人は数知れず、それがのちの王位継承にも影響することとなる。
従兄弟であり側近であるウォリック伯の謀反に遭い、自らの即位に尽力したウォリック伯への思慕を断ち切れないまま敵対することとなる。
- ジョージ

演 - デヴィッド・オークス
エドワード4世の弟で「ヨーク三兄弟」の次男。母に溺愛されているものの、三兄弟の中では疎外感を抱いている。
野心が強く、王位をちらつかせるウォリック伯の傀儡となり、その娘イザベル・ネヴィルと政略結婚する。
- リチャード

演 - アナイリン・バーナード
エドワード4世の弟で「ヨーク三兄弟」の三男。のちのリチャード3世。騎士道と名誉を重んじ、兄であるエドワード4世に忠実に付き従う。
従兄弟の娘であるアン・ネヴィルに少年の頃から惹かれており、父の反乱で苦境に陥ったアンを妻とする。
- セシリー公爵夫人

演 - キャロライン・グッドール
ヨーク三兄弟の母。薔薇戦争の発端となった3代ヨーク公の妻だが、母方の祖父はランカスター家の出であった。王妃となったエリザベスを敵視し続ける。
- ウォリック伯

演 - ジェームズ・フレイン、吹替 - 綱島郷太郎
エドワード4世の従兄弟（セシリー・ネヴィルの兄の子）で側近。ランカスター朝を斃した立役者であり、「キングメーカー」の異名を持つ。
ヨーク三兄弟の兄のような存在であったが、エリザベスとの結婚をきっかけにエドワード4世の排除を目論み、王弟ジョージを王位に就けようと画策する。
- イザベル・ネヴィル

演 - エレノア・トムリンソン
ウォリック伯の長女。政略結婚によって王弟ジョージの妻となる。愛ある結婚をしたエリザベスを密かにうらやみつつ、敵として恐れる。
- アン・ネヴィル

演 - フェイ・マーセイ、吹替 - 濱口綾乃
ウォリック伯の次女。政略結婚により、若くして自らの一族を憎むエドワード王太子に嫁がされ、孤立無援の中で強く生きることを余儀なくされる。
エドワード王太子の戦死後、王弟リチャードと再婚し、のちにイングランド王妃となる。一族の敵であるエリザベスを憎み続ける。
- アン・ビーチャム（英語版）

演 - ジュリエット・オーブリー
ウォリック伯の妻。フランスに渡ったのち、アンジュー妃と共にイングランドに再上陸するが、夫ウォリック伯の戦死を知り、娘アンを見捨てて修道院に逃げ込む。
- ジェーン・ショア（英語版）

演 - エミリー・バリントン
エドワード4世の愛妾。王の死後、王弟リチャードに宮廷から追放され、アンソニー・ウッドヴィルの元に身を寄せる。
- ロバート・ブラッケンバリー（英語版）

演 - ショーン・ドゥーリー
リチャードの側近。エドワード王子をロンドン塔に幽閉する。リチャード3世により、ロンドン塔長官に任命される。
- レディ・サトクリフ

演 - リジー・マッキナニー
セシリー公爵夫人の側近であり、密使もつとめる。

### ランカスター家
- マーガレット・オブ・アンジュー

演 - フィーラ・バーテンス
フランスから嫁いだランカスター朝ヘンリー6世の妃。勇猛な為政者であり、精神的に不安定になっていた夫に代わって軍を率い、エドワード4世たちの父であるヨーク公を倒したが、敗走してフランスに亡命していた。
ウォリック伯との同盟を機に再びイングランドに戻り、軍を率いてヨーク軍との戦いに臨む。
- ヘンリー6世

演 - デイヴィッド・シェリー
ランカスター朝最後の王。統治下でヨーク公の反発が起きたことが薔薇戦争の引き金となる。
戦乱の中で正気を失い、周囲の思惑に利用されるのみの存在となる。
- エドワード王太子 - ジョーイ・ベイティ

ヘンリー6世とマーガレット・オブ・アンジューの息子。
政略結婚によって宿敵であるウォリック伯の娘アンの夫となるが、1471年の戦いで命を落とす。
- マーガレット・ボーフォート

演 - アマンダ・ヘイル、吹替 - 東内マリ子
ランカスター派の貴族。政争に翻弄され、母レディ・ビーチャムに言われるままに政略結婚を繰り返す。
自らの父が自殺という神に背く罪を犯したことを重く受け止め、信仰を重んじながらも、息子を王位に就け、王母の地位を得るためにあらゆる手を尽くす。
のちにヘンリー7世となるヘンリー・チューダーの母。
- ヘンリー・チューダー（幼少期：オスカー・ケネディ）

演 - マイケル・マーカス
マーガレット・ボーフォートと、その2番目の夫であるエドマンド・テューダー（ヘンリー6世の異父弟）の息子。のちのヘンリー7世。
生まれる前に父が亡くなったため、叔父である後見人ジャスパー・チューダーを父のように慕って育つ。
- ジャスパー・チューダー

演 - トム・マッケイ
ヘンリー6世の異父弟。亡兄の元妻であるマーガレットと密かに惹かれ合う。
忠誠を尽くして甥であるヘンリー・チューダーを養育し、ヘンリー7世擁立に貢献する。
- ヘンリー・スタッフォード卿（英語版）

演 - マイケル・マロニー
マーガレット・ボーフォートの3番目の夫。妻とジャスパーの関係に気付いている。
ランカスター派の出でありながら、エドワード4世の治世に共感してヨーク派として従軍する。
- レジナルド・ブレイ

演 - レオ・ビル
ヘンリー・スタッフォード卿の従者。
- スタンリー卿

演 - ルパート・グレイヴス
マーガレット・ボーフォートの4番目の夫。マーガレットとは利害の一致した契約結婚関係となる。
状況に応じて与する派閥を自在に変えながら動乱の世を立ち回る老獪な策略家。リチャード3世の重臣となる。
- レディ・ビーチャム（英語版）

演 - フランシス・トメルティ
マーガレット・ボーフォートの母。自らも政略結婚を繰り返し、それを娘のマーガレットにも強いてきた。
- リチャード・ウェルズ

演 - ヒュー・ミッチェル
マーガレット・ボーフォートの異父弟。戦場経験のないままマーガレットに言いくるめられて出兵し、謀略に巻き込まれて命を落とす。
- バッキンガム公ヘンリー・スタッフォード

演 - アーサー・ダーヴィル
マーガレット・ボーフォートの3番目の夫であるヘンリー・スタッフォードの甥。12歳のとき、ジェケッタ・ウッドヴィルの8歳の娘キャサリンと政略結婚させられる。
ウッドヴィル家を憎むようになり、のちにエドワード4世の後継争いでリチャード側につく。
- ウィリアム・ハーバート （英語版）

演 - ルパート・ヤング
ヨーク派の貴族。亡命したジャスパー・チューダーに代わってヘンリー・チューダーの後見人となるが、ウォリック伯との戦いで捕らえられ、処刑される。
- ドクター・ルイス

演 - マイケル・ジェン
マーガレット・ボーフォートの主治医。エリザベスとの密使をつとめる。
- ストレンジ卿（英語版）

演 - アンドリュー・ガワー
スタンリー卿と前妻の間の息子。スタンリー卿の手駒として働く。

## エピソード
| 通算 話数 | タイトル                                             | 監督         | 脚本             | 放送日        | UK視聴者数 (百万人) | US 視聴者数 (百万人) |
| --- | ---------------------------------------------------- | ------------ | ---------------- | ------------- | ------------------- | -------------------- |
| 1 | "王との愛" "In Love With the King"                   | James Kent   | Emma Frost       | 2013年6月16日 | 5.33                | 0.457                |
| 薔薇戦争勃発から9年、ヨーク派との戦いで夫を失ったランカスター派のエリザベスは、幼い息子たちのために領地回復を嘆願するため、新王として立ったヨーク派のエドワード4世を待ち伏せる。ひと目で惹かれ合ったエリザベスとエドワードだったが、既に数多の女性に犯した蛮行と同じように力ずくで愛人にしようとするエドワードを、エリザベスは誇り高く退ける。どちらの家からも祝福が得られないことを知りながらお互いを諦められない二人は、エリザベスの母ジャケッタのみを証人として秘密の婚姻を結ぶ。 正式に即位したエドワードはエリザベスを王妃として公表するが、エドワードの母であるセシリー公爵夫人や側近のウォリック伯はエリザベスを認めようとしない。しかしジャケッタは、エドワードが不義の子である可能性をちらつかせてセシリー公爵夫人を黙らせる。 |                                                      |              |                  |               |                     |                      |
| 2 | "王座を狙う者たち" "The Price of Power"              | James Kent   | Emma Frost       | 2013年6月23日 | 5.70                | 0.801                |
| エリザベスは正式に王妃として戴冠し、王女たちを産むが、世継ぎとなる男子は挙げられずにいた。一方、ランカスター派唯一の王位継承者である5歳のヘンリー・チューダーは、母マーガレット・ボーフォートから引き離されて爵位を奪われ、叔父ジャスパー・チューダーに預けられていた。 王家内での勢力争いは続き、ジェケッタが地位を強固にするため幼い末娘をランカスター家に嫁がせれば、ウォリック伯は敗走後に逃亡していたヘンリー6世を捕らえて手柄を挙げる。 娘たちを王弟たちに嫁がせて更なる権力を得ようとするウォリック伯の目論見を、エリザベスは王を説き伏せて却下させるが、3年後、ウォリック伯は娘イザベルを王の許可なく王弟ジョージと結婚させ、叛旗を翻してエリザベスの父と弟を斬首し、エドワード4世を捕縛する。 ヨーク派エドワード4世の失脚の報を受け、マーガレットは幼い息子ヘンリーがいずれ王位に就くことを確信する。 |                                                      |              |                  |               |                     |                      |
| 3 | "嵐" "The Storm"                                     | James Kent   | Emma Frost       | 2013年6月30日 | 5.32                | 0.704                |
| ウォリック伯はジョージを即位させるよう画策するが、議会は認めない。復権したエドワード4世は、戦による損失を避けつつ造反を抑えるためランカスター派に領地や爵位を与えるが、エリザベスはウォリック伯を激しく憎み、その娘アンを侍女にして冷たく当たる。 亡命していた前王妃の決起の報を受けてエドワードは出兵するが、真の首謀者はウォリック伯とジョージであり、忠誠を誓ったと見せかけて随伴したのち戦場で寝返る計画だった。兵を出せばランカスター派の復権を約束するとウォリック伯に持ちかけられたマーガレット・ボーフォートは、若く純朴な異父弟のリチャードを唆して出兵させる。戦場で真の計画を知ったリチャードは敵陣に走ってエドワード4世に知らせるが、エドワードは信じず、リチャードを謀略者として殺してしまう。同行していたジャスパー・チューダーは、まだ幼いヘンリー・チューダーを残してフランスへと亡命する。 謀殺計画に失敗したウォリック一族はカレーへ渡り、嵐に揉まれる船上で、イザベルは世継ぎとなるかもしれなかったジョージの息子を死産する。 |                                                      |              |                  |               |                     |                      |
| 4 | "邪悪な王妃" "The Bad Queen"                         | Jamie Payne  | Lisa McGee       | 2013年7月7日  | 5.00                | 0.811                |
| フランスに亡命したウォリック伯は、ランカスター派とフランスの支援を得て挙兵するため、ジョージの父を殺した前王妃マーガレット・オブ・アンジューと同盟を結び、その息子エドワードと次女アンを政略結婚させる。アンジューはウォリック伯に、エドワード4世の排除と、夫であるヘンリー6世の復位とを約束させる。それが叶えば跡継ぎはアンジュー妃の息子エドワードとなるため、自らは何の地位も得ることはないとジョージは悟る。 同盟計画を知ったエリザベスは、セシリー公爵夫人を通じてジョージの放免を約束し帰国を促す。ジョージは戦闘となった時点でウォリック伯から離反すると密かにエドワード4世に伝えるが、エドワード4世はウォリック伯の奇襲を受けてフランドルに逃れる。 エリザベスの母ジェケッタは魔女裁判にかけられ、エリザベスとエドワード4世の結婚は邪悪な魔術によるものと責められるが、ウォリック伯が同盟を結んだ前王妃アンジューと昔馴染みであることを明かし、無事開放される。 先の戦場でのリチャードの一件で、異父姉であるマーガレット・ボーフォートもヨーク派への反逆者とみなされて城を追われ、ヨーク派のウィリアム・ハーバートがヘンリー・チューダーの後見人となっていた。ウィリアムはヘンリーを伴ってヨーク軍として出兵するが、ウォリック伯に捕らえられ、ウィリアムは斬首される。続いて斬首されそうになったヘンリーはその名によって命を救われ、自らの立場の重みを実感し、母マーガレットの前で王となることを誓う。 凱旋したウォリック伯によって復位したヘンリー6世はヘンリー・チューダーの謁見を受け、聖域であるウェストミンスター寺院へと逃れたエリザベスは初めての男児を出産する。 |                                                      |              |                  |               |                     |                      |
| 5 | "直接対決" "War at First Hand"                       | Jamie Payne  | Malcolm Campbell | 2013年7月14日 | 4.56                | 0.929                |
| マーガレット・オブ・アンジュー一行がイングランドへと向かう一方、エドワード4世が帰還するという知らせを受け、ウォリック伯はヘンリー6世を再び幽閉する。フランスから戻っていたジャスパー・チューダーはウェールズで挙兵に備えるが、マーガレット・ボーフォートの夫であるスタッフォード卿はヨーク側に従軍して重傷を負い、イングランドの平和と、妻マーガレットと継子ヘンリーの幸せを願いながら亡くなる。 エドワードはエリザベスの元に無事帰還し、世継ぎの息子と対面したのち、密通の通りにウォリック伯から離反したジョージを伴って、再びヨーク三兄弟の結束を固める。馬を降り、兵の先頭に立って勇敢に戦っていたウォリック伯は、テムズ川の霧に乗じて奇襲をかけたエドワード4世軍との激しい戦闘の末に戦死し、ヨーク三兄弟によって名誉ある戦士として丁重に葬られる。 上陸したアンジュー妃一行は、ウォリック伯の戦死の報を受け、ジャスパー軍との合流を目指して巻き返しを図るが、ヨーク軍の追撃を受け、エドワード王太子は戦死し、アンジュー妃は捕虜となる。未亡人となったアン・ネヴィルを王弟リチャードは保護し、心を通わせる。 ジャスパーはヘンリー・チューダーを連れてフランスに亡命し、ヨーク三兄弟はロンドン塔のヘンリー6世を暗殺する。 |                                                      |              |                  |               |                     |                      |
| 6 | "愛と死" "Love and Marriage" "Love and Death"        | Jamie Payne  | Nicole Taylor    | 2013年7月21日 | 4.59                | 0.859                |
| アン・ネヴィルは敵側についた罪を赦免されるが、反逆者の娘として王弟ジョージの後見下に置かれ、ウォリック家の財産を目当てに飼い殺し状態にされる。ジョージに盾付いて立場を悪化させ、修道院に送られそうにになったアンは、王弟リチャードに助けを求め、2人は結婚する。揺るぎない地位と夫の愛を得、生まれ育ったウォリック城で生活することになったアンは、対立していた姉イザベルと和解する。 エリザベスは幼い息子が間もなくウェールズで世継ぎとして養育を受ける慣習を知り、その後見人を、信用しきれないジョージではなく実弟のアンソニーに依頼する。三兄弟の結束が強まるほど夫エドワードをどこか遠くに感じるようになっていたエリザベスは、ある日愛人ジェーン・ショアと情事にふける夫の姿を目撃してしまう。難産の末に産み落とした2人目の息子は生後すぐに亡くなり、心臓を患って床についていた母ジャケッタも息を引き取る。エドワード4世は愛人との情事を一笑に付し、愛するのはエリザベスのみであることを誓う。 一方、寡婦となり、自らを政争の具とした母レディ・ビーチャムをも看取って自由になったマーガレット・ボーフォートは、愛するジャスパー・チューダーの元へ行こうとするが、イングランドでなすべきことを果たすように諭され、敵であるヨーク家の中枢に潜り込むため、時流を読む策略に長けたスタンリー卿と野望のため契約結婚する。スタンリー卿と共に王宮に入ったマーガレットは、初めて対面したエリザベスに偽りの忠誠を誓う。 |                                                      |              |                  |               |                     |                      |
| 7 | "毒とワイン" "Poison and Malmsey Wine"               | Colin Teague | Emma Frost       | 2013年7月28日 | 4.58                | 0.896                |
| 王宮入りして1年、マーガレット・ボーフォートはエリザベスの侍女として仕え、スタンリー卿はエドワード4世の側近となっていた。リチャードとアン・ネヴィルは息子を得て幸福だったが、ウォリック家の財産相続問題と、戦場でアンを見捨てた母の存在が影を落とす。 エドワード4世は享楽にふけるようになり、妻エリザベスが3人目の息子を産む瞬間も愛人たちと戯れる。イングランドを平定したヨーク三兄弟に、ジョージは次なる野望としてフランス征服を提案し、フランス摂政の座を目論む。しかしエドワード4世はフランスが提案した講和条約を呑み、戦うことなく取引で交渉を終わらせる。騎士の誇りを忘れたエドワード4世に、ジョージのみならずリチャードも反発を覚え、兄の堕落はエリザベスのせいだと思い始める。 野望を絶たれたジョージはエリザベスへの憎しみを募らせ、毒殺騒ぎを捏造して陥れようとする。イザベルが男児出産ののち病で亡くなり、政略結婚で結ばれた妻をいつしか愛するようになっていたジョージは、エリザベスによる毒殺だと触れ回り、即位15周年の宴で兄王と王妃を愚弄し罵る。エドワード4世はついに反逆罪で死刑を宣告し、ジョージは処刑方法としてエリザベスが好むワインでの溺死を選んで息絶える。 死の応酬に心を痛めるエリザベスにマーガレットは同情の念を抱き、ヘンリー・チューダーの母であることを明かす。エドワード4世は、ジョージの死で空位になった爵位を、本来の持ち主であったヘンリーに返すことにする。 |                                                      |              |                  |               |                     |                      |
| 8 | "新王の戴冠" "The King is Dead" "Long Live the King" | Colin Teague | Malcolm Campbell | 2013年8月4日  | 4.35                | 0.910                |
| 5年後、病に倒れたエドワード4世は、まだ12歳の王位継承者エドワードを補佐する護国卿として、後見人であるエリザベスの弟アンソニーではなく、王弟リチャードを指名して息を引き取る。王妃という地位を失ったエリザベスはエドワード王子を自分の元に呼び寄せようとするが、リチャードと妻アン・ネヴィルは、エリザベスの力を削ぐため王子を略奪して、戴冠式まで保護するとの名目でロンドン塔に幽閉し、王子に随伴していた異父兄リチャード・グレイを捕らえる。エリザベスはリチャードを敵とみなし、一族を連れて聖域ウェストミンスター寺院に立てこもり挙兵を企てる。 フランスでたくましい騎士に成長したヘンリー・チューダーは、王の死を知って王座を伺い、挙兵に備えていた。その母マーガレット・ボーフォートは、息子が漁夫の利を得ることを期待して夫スタンリー卿と共にエリザベスとリチャードの対立を煽り、リチャードが優勢とみると、対抗するヘンリーの王位継承順位を上げるため、エドワード4世の長子であるエリザベス王女との政略結婚を目論む。 リチャードは兄エドワード4世の死の間際に誓った忠誠を通そうとするが、王子を巡る内紛に倦んで疑心暗鬼になり、あらゆる反逆の芽を摘もうと宮廷中を調べさせ、調停に持ち込もうとしていたエリザベスの弟アンソニーと、自らが追放したエドワード4世の愛人ジェーン・ショアを捕らえる。さらに第2王子をロンドン塔に送り込むが、その少年は替え玉であり、本物はエリザベスが亡命させていた。エリザベスはマーガレットに、王子たちをロンドン塔から救い出すよう助力を求める。 戴冠式を翌日に控え、アンとリチャードの母セシリー公爵夫人は、エドワードを即位させればその母エリザベスの専横を許すことになると言い募り、リチャード自身が王位に就くよう焚き付ける。議会では、エドワード4世はエリザベスとの結婚時に既婚者であり、2人の間の子は婚外子となるため王位継承権は持たないとの判断が下る。自らが王位に就く正統性を確信したリチャードは、アンソニーとリチャード・グレイをロンドン塔の王子たちの目の前で斬首したのち、戴冠して新王となる。 |                                                      |              |                  |               |                     |                      |
| 9 | "囚われの王子" "The Princes in the Tower"            | Colin Teague | Emma Frost       | 2013年8月11日 | 4.16                | 0.741                |
| エドワード4世の息子たちは正統な王位継承者ではないとされてもなお支持する者は多く、新王となったリチャードにとっては変わらず自らの地位を脅かす存在だった。 リチャードが腹心としていたバッキンガム公は、自らの娘とエドワード王子の政略結婚によって権力を得ようと、リチャードへの反乱を企てる。リチャードを簒奪者とみなして認めないエリザベスはその条件を呑み、ロンドン塔襲撃を依頼する。バッキンガム公に共謀を持ちかけられたスタンリー卿と妻マーガレット・ボーフォートは、息子ヘンリー・チューダーの王位継承順位を上げるため、襲撃と同時に王子たちを殺すことにするが、襲撃は失敗し、王子たちはロンドン塔の奥へと連れ去られ消息不明となる。 エリザベスは再度の決起を呼びかけ、マーガレットの出した条件に従ってその息子ヘンリーと娘エリザベスの婚約を結び、バッキンガム公はマーガレットに唆され、自らの王位継承の可能性に賭けてリチャードを倒すことを決心しする。スタンリー卿は妻マーガレットを裏切ってすべてをリチャードに伝え、リチャードが誰も信用しなくなるよう仕向ける。 リチャードの重臣となったブラッケンベリー卿は、エドワード4世の息子たちを成人前に葬り去ることを新王妃アン・ネヴィルに勧めていた。ある夜、何者かがロンドン塔の王子たちを襲う。 バッキンガム公はリチャードが王子たちを殺したと触れ回り、その噂を知ったエリザベスはリチャードへの復讐を誓うが、バッキンガム公とマーガレットが王子暗殺計画に関わったことを知ると、2人を真の敵とみなす。 バッキンガム公はヘンリーとの合同軍でリチャードを倒そうとするが、ヘンリー軍は激しい雨のために合流できず、バッキンガム公は捕らえられる。リチャードは、王子殺しはバッキンガム公の仕業だと確信して斬首し、マーガレットを反逆者として夫スタンリー卿の監視下で軟禁する。 リチャードはウェストミンスターのエリザベスを訪ねて自分の無実を誓い、自宅軟禁を条件に帰還を促す。 |                                                      |              |                  |               |                     |                      |
| 10 | "最終決戦" "The Final Battle"                        | Colin Teague | Emma Frost       | 2013年8月18日 | 4.41                | 1.155                |
| エリザベスは居城に戻り、娘の王女エリザベスは妹セシリーと共に宮廷に入って現王妃アン・ネヴィルの侍女となる。アンは、かつての自分の言葉がロンドン塔の王子たちの命を奪ったのではないかという罪悪感にさいなまれていた。 王リチャードはエリザベス王女と惹かれ合うが、妻アンには、王女が婚約者であるヘンリーを見捨てたという噂を立て、王女の父である前王を慕う勢力を取り込む計略だと弁明する。世継ぎである息子エドワードの死をきっかけに夫婦にはすれ違いが生まれ、リチャードはエリザベス王女を寵愛する。アンは胸を病んで悪夢にうなされ、王子たちの死が自分のせいではないと知って安堵しながら息を引き取る。計略のためにエリザベス王女と親しくしていたことが災いして、邪魔になった妻をリチャードが毒殺したとの噂が立ち、リチャードは王宮からエリザベス王女を去らせる。 ヘンリー・チューダーはフランスでイングランド王を宣言し、王位請求者として現王リチャードと戦うことになる。 勝敗はいまだ旗幟を明らかにしないスタンリー卿にかかっていた。ヘンリーと叔父ジャスパーは、フランスでは雑兵しか集められず、上陸後に頼みにしていた援軍も得られなかったため、スタンリー卿の参戦を期待する。一方リチャードも、スタンリー卿の息子を人質に取って参戦を命ずる。 エリザベス王女は戦いの前にリチャードの真意を確かめに戦陣に赴く。リチャードは、計略のつもりがいつしか本心から愛していたと告白し、2人は天幕で愛を確かめ合う。リチャードとヘンリーのどちらが勝っても、エリザベス王女が王妃になることには変わりなかった。 マーガレット・ボーフォートはスタンリー卿の陣営に赴いてヘンリーを支持するよう懇願するが、スタンリー卿は動かない。 朝が来てボズワースの戦いが始まった。リチャードは敵の粗末な陣容に慢心し、兜の上に王冠をつけて出陣する。 激しい戦闘が続く中、スタンリー卿がついたのはヘンリー・チューダーだった。リチャードはヘンリー軍の雑兵たちとスタンリー軍の歩兵に囲まれて戦死する。王の指輪と王冠をはぎとったスタンリー卿は、ヘンリーの前にひざまずく。 エリザベスは亡命していた第2王子を呼び戻し、兄の仇を取ると言う王子に、これ以上の復讐の応酬は無用だと言い聞かせる。30年にわたった薔薇戦争の終結であった。 |                                                      |              |                  |               |                     |                      |

## 製作
製作には2,500万ポンドの予算が用意され、撮影に120日を要した。撮影セットは、ダンジョン、宮殿、城、12の国宴、2つの戴冠式を含む250のセットが作られた。撮影は2012年9月に始まり、2013年3月まで続いた。

## 評価

### 批評
本作は批評家から高い評価を受けている。批評集積サイトのRotten Tomatoesには20件のレビューがあり、批評家支持率は80%、平均点は10点満点で7.65点となっている。また、Metacriticには14件のレビューがあり、加重平均値は70/100となっている。